# Renia acclamalis
Renia acclamalis là một loài bướm đêm trong họ Noctuidae.